# Disparitas cultus
Latinské disparitas cultus (česky rozdílnost kultu) je v římskokatolickém kanonickém právu zabraňující překážkou (dirimentum) a důvodem, proč nelze platně uzavřít manželství bez dispensu, pramenící z toho, že jedna osoba je určitě pokřtěná a druhá určitě pokřtěná není.

## Smysl překážky
Důvodem této překážky je, že manželství nebude svátostí pro toho z manželů, který není pokřtěn, že názory nepokřtěné osoby na manželství mohou být neslučitelné s katolickými názory a že takové manželství může bránit praktikování náboženství ze strany katolického manžela a případných dětí.
Rozdílnost vyznání nemá vliv na manželství katolíka nebo pokřtěného nekatolíka s osobou, jejíž křest i po pečlivém zkoumání ohledně křestního obřadu nebo jeho platnosti zůstává pochybný. Stejně tak nijak neovlivňuje manželství dvou, kteří jsou i po pečlivém zkoumání stále považováni za pochybně pokřtěné.
Manželství mezi katolíkem a pokřtěným nekatolíkem je smíšené manželství (mixta religio). 
Rozdílnost kultu může být prominuta ze závažných důvodů a na základě slibů (obvykle písemných) manželů: nepokřtěný, že nebude bránit manželovi v praktikování náboženství nebo ve výchově dětí v náboženství, a katolík, že bude praktikovat katolické náboženství a vychovávat v něm děti.

## Kodex kanonického práva
Rozdílnost kultu upravuje kánon 1086 Kodexu kanonického práva z roku 1983 a týká se takzvaných „lichých manželství“, tedy manželství mezi pokřtěnou a nepokřtěnou stranou. V Kodexu kanonického práva z roku 1917 byla disciplína v této věci mnohem přísnější a stanovila také překážku pro „smíšená manželství“ (tzv. mixta religio), tj. mezi katolíkem a východním křesťanem, která dnes již neexistuje (manželství je možné, pokud je uděleno zvláštní povolení a katolické straně jsou zaručeny určité závazky, viz kánony 1125 a 1126). Obecně lze říci, že kanonické manželské právo má dnes stejně jako v minulosti vždy tendenci odrazovat od uzavírání manželství s těmi, kdo nepatří ke katolické církvi. Pro existenci dirimentální překážky disparitas cultus je tedy nutné, aby jedna strana patřila ke katolické církvi na základě křtu a druhá strana nebyla pokřtěna nebo nebyla platně pokřtěna. Překážka disparitas cultus je božského práva, neodstranitelná, když nejsou dány žádné záruky ohledně víry a výchovy potomků; je lidského práva, odstranitelná, když jsou splněny tři podmínky: a) poskytnutí záruk ohledně ochrany katolické víry, b) slavení podle veřejné formy stanovené biskupskou konferencí, c) provedení pečlivé a důsledné pastorační přípravy sňatku.